# Zilphia Horton
Zilphia Horton (Paris, Arkansas, 14 d'abril de 1910 - Nashville, Tennessee, 11 d'abril de 1956) va ser una música, educadora, activista pels drets civils i folklorista estatunidenca. És més coneguda pel seu treball amb el seu marit, Myles Horton, a la Highlander Folk School, on generalment se li reconeix el versionat de cançons com "We Shall Overcome", "Keep Your Eyes on the Prize", "I Shall Not Be Moved" o "This Little Light of Mine" com a himnes a cançons del moviment de drets civils.

## Biografia
Zilphia, nascuda com a Zilphia Mae Johnson a la ciutat minera de Spadra, Arkansas, era la segona filla de Robert Guy Johnson i Ora Ermon Howard Johnson. El seu pare era un superintendent de la mina de carbó local que posteriorment va posseir i operar. La seva mare era professora d'escola, d'ascendència espanyola i índia, que havia estudiat música clàssica.
Va ser llicenciada en el Col·legi dels Ozarks (actualment, Universitat dels Ozarks). Estava decidida a utilitzar el seu talent en favor de la classe obrera del sud. Va ser rebutjada per la seva família després d'intentar organitzar la mina de carbó del seu pare. El 1935, va assistir a un taller d'educació laboral a la Highlander Folk School de Monteagle, Tennessee. Dos mesos més tard, es va casar amb el fundador de l'escola, Myles Horton.
Com a representant del personal, Zilphia va col·laborar de moltes maneres. Va dirigir produccions teatrals de treballadors, camps sindicals de joves i diversos programes comunitaris, organitzà sindicats locals i va liderar el cant en tallers, piquets, reunions sindicals i concerts de recaptació de fons. Va reunir i estudià cançons populars, música religiosa i cançons sindicals al voltant del Sud, que després va reescriure o tornar a construir per tal de convertir-les en himnes del moviment dels Drets Civils.
Ella i Myles Horton van tenir dos fills. L'11 d'abril de 1956 va morir a causa d'una fallada renal després de beure accidentalment un got de líquid de neteja de màquines d'escriure que contenia tetraclorur de carboni que va confondre amb l'aigua.

## Realitzacions
Se la coneix especialment per haver col·laborat en la transformació de la cançó "We Shall Overcome" ajudant a convertir-la en un Himne pels Drets Civils el 1946. Altres músics acreditats en la transformació d'aquesta cançó són Frank Hamilton, Guy Carawan i Pete Seeger. Altres cançons que va reescriure van ser "Keep Your Eyes on the Prize", "We will not be moved", i "This Little Light of Mine". Va recopilar centenars de cançons. La seva documentació està dipositada a la Biblioteca i arxius estatals de Tennessee a Nashville.